# Ромийи-сюр-Сен (кантон)
Ромийи-сюр-Сен (фр. Romilly-sur-Seine) — один из 17 кантонов департамента Об, региона Гранд-Эст, Франция. Административный центр находится в коммуне Бриен-ле-Шато. INSEE код кантона — 1009. Кантон был создан в 2015 году. Кантон полностью находится в округе Ножан-сюр-Сен. В кантон входит 6 коммун.

## История
По закону от 17 мая 2013 и декрету от 14 февраля 2014 года количество кантонов в департаменте Об уменьшилось с 34 до 17. Новое территориальное деление департаментов на кантоны вступило в силу во время выборов 2015 года. Таким образом, кантон Ромийи-сюр-Сен был образован 22 марта 2015 года. Он был сформирован из упразднённых кантонов Ромийи-сюр-Сен-1 (6 коммун) и Ромийи-сюр-Сен-2 (часть коммуны Ромийи-сюр-Сен-1).

## Коммуны кантона
| №     | Индекс | Коммуна                | Оригинальное название        | Население, чел. (2012) | Площадь, км² | Плотность |
| ----- | ------ | ---------------------- | ---------------------------- | ---------------------- | ------------ | --------- |
| 10164 | 10100  | Желан                  | Gélannes                     | 730                    | 12,13        | 60,2      |
| 10114 | 10100  | Крансе                 | Crancey                      | 778                    | 8,81         | 88,3      |
| 10220 | 10510  | Мезьер-ла-Гранд-Паруас | Maizières-la-Grande-Paroisse | 1520                   | 20,46        | 74,3      |
| 10280 | 10100  | Пар-ле-Ромийи          | Pars-lès-Romilly             | 801                    | 17,88        | 44,8      |
| 10323 | 10100  | Ромийи-сюр-Сен         | Romilly-sur-Seine            | 13968                  | 25,32        | 551,7     |
| 10341 | 10100  | Сент-Илер-су-Ромийи    | Saint-Hilaire-sous-Romilly   | 331                    | 20,2         | 16,4      |

## Политика
Согласно закону от 17 мая 2013 года избиратели каждого кантона в ходе выборов выбирают двух членов генерального совета департамента разного пола. Они избираются на 6 лет большинством голосов по результату одного или двух туров выборов.
В первом туре кантональных выборов 22 марта 2015 года в Ромийи-сюр-Сен баллотировались 5 пар кандидатов (явка составила 43,56 %). Во втором туре 29 марта, Жером Бонфуа и Агне Миньо были избраны с поддержкой 58,05 % на 2015—2021 годы. Явка на выборы составила 43,53 %.
| Мандат | Мандат | Кандидаты                          |                | Партия | Первый тур | Первый тур     | Второй тур | Второй тур |
| Мандат | Мандат | Кандидаты                          | Кол-во голосов | Партия | % голосов  | Кол-во голосов | % голосов  |            |
| ------ | ------ | ---------------------------------- | -------------- | ------ | ---------- | -------------- | ---------- | ---------- |
| 2015   | 2021   | Жером Бонфуа и Агне Миньо          |                | НФ     | 1439       | 28,51          | 2709       | 58,05      |
| 2015   | 2021   | Жан-Патрик Верне и Марлен Вирантен |                | СНД    | 1591       | 31,52          | 1958       | 41,95      |
| 2015   | 2021   | Кароль Бекка и Джое Триш           |                | ФКП    | 908        | 17,99          | -          | -          |
| 2015   | 2021   | Анри Герен и Сандрин Симоно        |                | СП     | 579        | 11,47          | -          | -          |
| 2015   | 2021   | Эмерик Уден и Изабель Ренодо       |                | БП     | 531        | 10,52          | -          | -          |